# Frederick Holman
Frederick "Fred" Holman, född 9 februari 1883 i Dawlish i Devon, död 23 januari 1913 i Exeter, var en brittisk simmare.
Holman blev olympisk guldmedaljör på 200 meter bröstsim vid sommarspelen 1908 i London.